# Pimlico (stacja metra)
Pimlico – podziemna stacja metra w Londynie, na linii Victoria, na terenie dzielnicy Pimlico, w granicach administracyjnych gminy City of Westminster. Została otwarta 14 września 1972 roku, najpóźniej ze wszystkich stacji tej linii. Jest również jedyną stacją Victoria Line niedającą możliwości przesiadki do innej linii metra lub sieci kolejowej. W roku 2008 ze stacji skorzystało ok. 8,42 mln podróżnych. Należy do pierwszej strefy biletowej.